# Histoctopus
Histoctopus is een geslacht van inktvissen uit de familie van Octopodidae.

## Soorten
- Histoctopus discus Norman, Boucher-Rodoni & Hochberg, 2009
- Histoctopus zipkasae Norman, Boucher-Rodoni & Hochberg, 2009